# Камполи-дель-Монте-Табурно
Камполи-дель-Монте-Табурно (итал. Campoli del Monte Taburno) — коммуна в Италии, располагается в регионе Кампания, подчиняется административному центру Беневенто.
Население составляет 1512 человек, плотность населения составляет 168 чел./км². Занимает площадь 9 км². Почтовый индекс — 82030. Телефонный код — 0824.
Покровителями коммуны почитаются святитель Николай Мирликийский, чудотворец, празднование 9 мая, и святитель Донат из Ареццо, празднование 7 августа.